# SKA Nowosibirsk
Der HK SKA Nowosibirsk (russisch ХК СКА Новосибирск) ist eine ehemalige Eishockeymannschaft aus der russischen Stadt Nowosibirsk. Der Verein spielte insgesamt sechs Jahre lang in der Perwaja Liga, der zweiten sowjetischen Spielklasse.

## Geschichte
Der Verein wurde Anfang der 1960er Jahre gegründet und nahm zunächst am Spielbetrieb der Klass B teil, der damaligen zweiten Spielklasse. Später stieg der Verein in die dritthöchste sowjetischen Spielklasse, die Wtoraja Liga, ab, die das Team 1979 erstmals gewinnen konnte und in die zweitklassige Perwaja Liga aufstieg. Nach vier Spielzeiten erfolgte in der Saison 1982/83 der Abstieg aus der Perwaja Liga. In der Saison 1987/88 erreichte die Mannschaft den Wiederaufstieg. Nach zwei weiteren Spielzeiten wurde der Verein nach der Saison 1989/90, in der er den 16. und somit letzten Platz belegt hatte, aufgelöst.

## Bekannte Spieler
- Alexei Jaschkin (1986–1988)
- Waldemar Quapp (1988–1990)